# Chitty Bang Bang

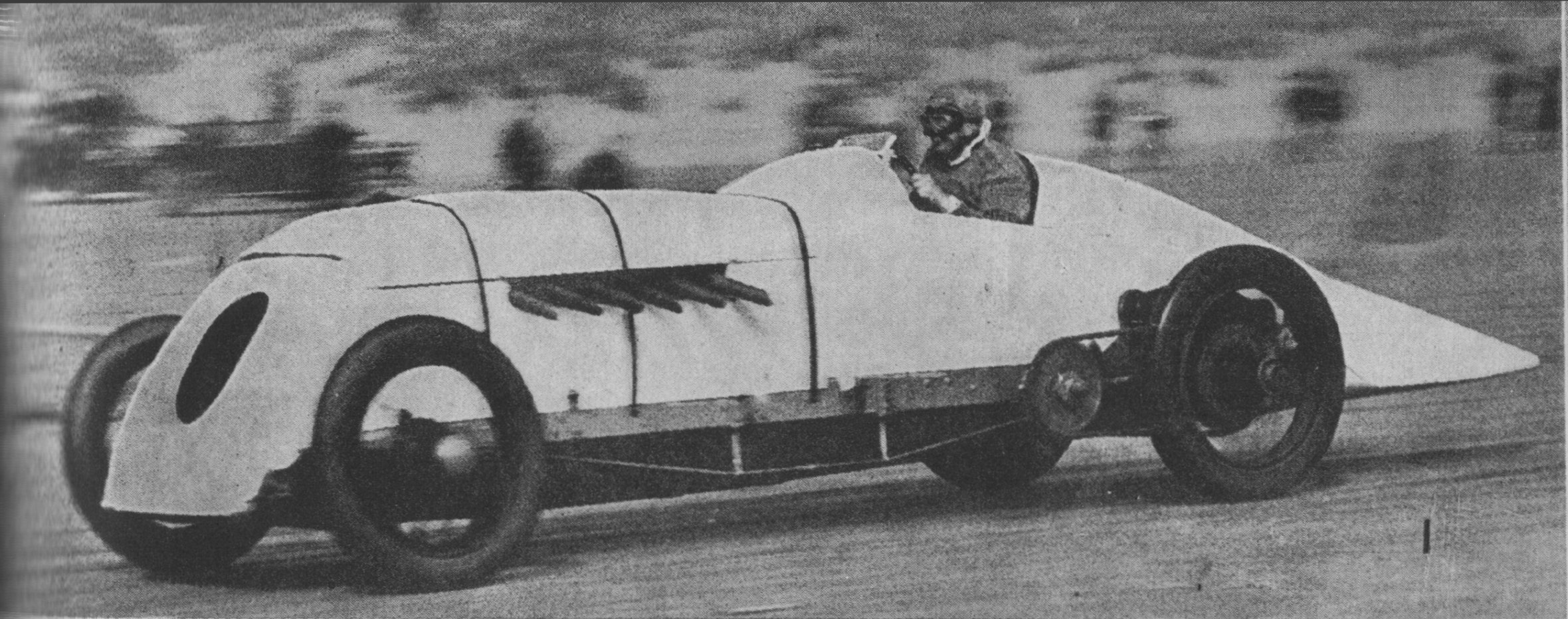
Landgeschwindigkeitsrekord 1926 mit dem Chitty IV, Fahrer J. G. Parry-Thomas

Chitty Bang Bang ist der Name einer Serie von Rennwagen des Grafen Louis Zborowski.
Zborowski konstruierte die Rennwagen auf seinem Anwesen Higham Park nahe Canterbury, Grafschaft Kent auf der Basis von Mercedes-Fahrgestellen mit Maybach- oder Mercedes-Flugzeugmotoren.

## Modelle

### Chitty I

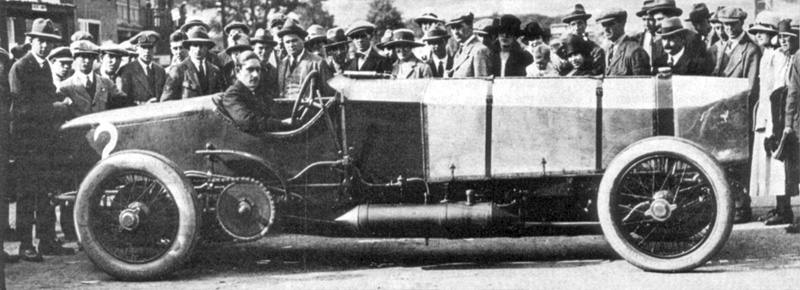
Louis Zborowski 1921 im Chitty I

Das erste Modell hatte ein Mercedes-Fahrgestell und einen 23-Liter-Sechszylinder-Maybachmotor. Die Kraftübertragung erfolgte per Kette und die Höchstgeschwindigkeit des Viersitzers lag bei einem Rennen in Brooklands bei 162,14 km/h. Nach einem Umbau zum Zweisitzer erreichte der Wagen eine Höchstgeschwindigkeit von etwa 190 km/h, verunfallte aber und wurde zerstört. Das Fahrzeug wurde wieder aufgebaut und danach an Arthur Conan Doyle veräußert. Später kam es in den Besitz seiner Söhne.

### Chitty II
Der Chitty II war auf einem von Zborowski selbst konstruierten Fahrgestell aufgebaut und wurde von einem Mercedes-18,8-Liter-Sechszylinder-Reihenmotor mit 220 PS angetrieben. Die Karosserie stammte von dem ortsansässigen Karosseriebauunternehmen Bligh Bros. Mit dem Fahrzeug wurden mehrere Rennen gefahren, bis es an das Crawford-Auto-Aviation-Museum in Cleveland veräußert wurde. Heute ist es Teil einer Privatsammlung.

### Chitty III
Der Chitty III wurde wieder auf einem Mercedes-Fahrgestell aufgebaut. Dieses wurde jedoch modifiziert und von einem auf 180 PS leistungsgesteigerten Mercedes-Sechszylinder-Motor angetrieben. Das Auto erreichte in Brooklands eine Höchstgeschwindigkeit von 181,34 km/h. Im Januar 1922 nahmen Zborowski, seine Frau Vi, sein Freund und Mechaniker Clive Gallop und Pixi Marix sowie einige weitere Mechaniker mit dem Chitty III an einer Saharadurchquerung teil. Das Fahrzeug verblieb zuerst im Besitz von Zborowski und wurde später nach Stuttgart verbracht, da Zborowski damit einem Rennteam von Mercedes beitreten wollte.

### Chitty IV

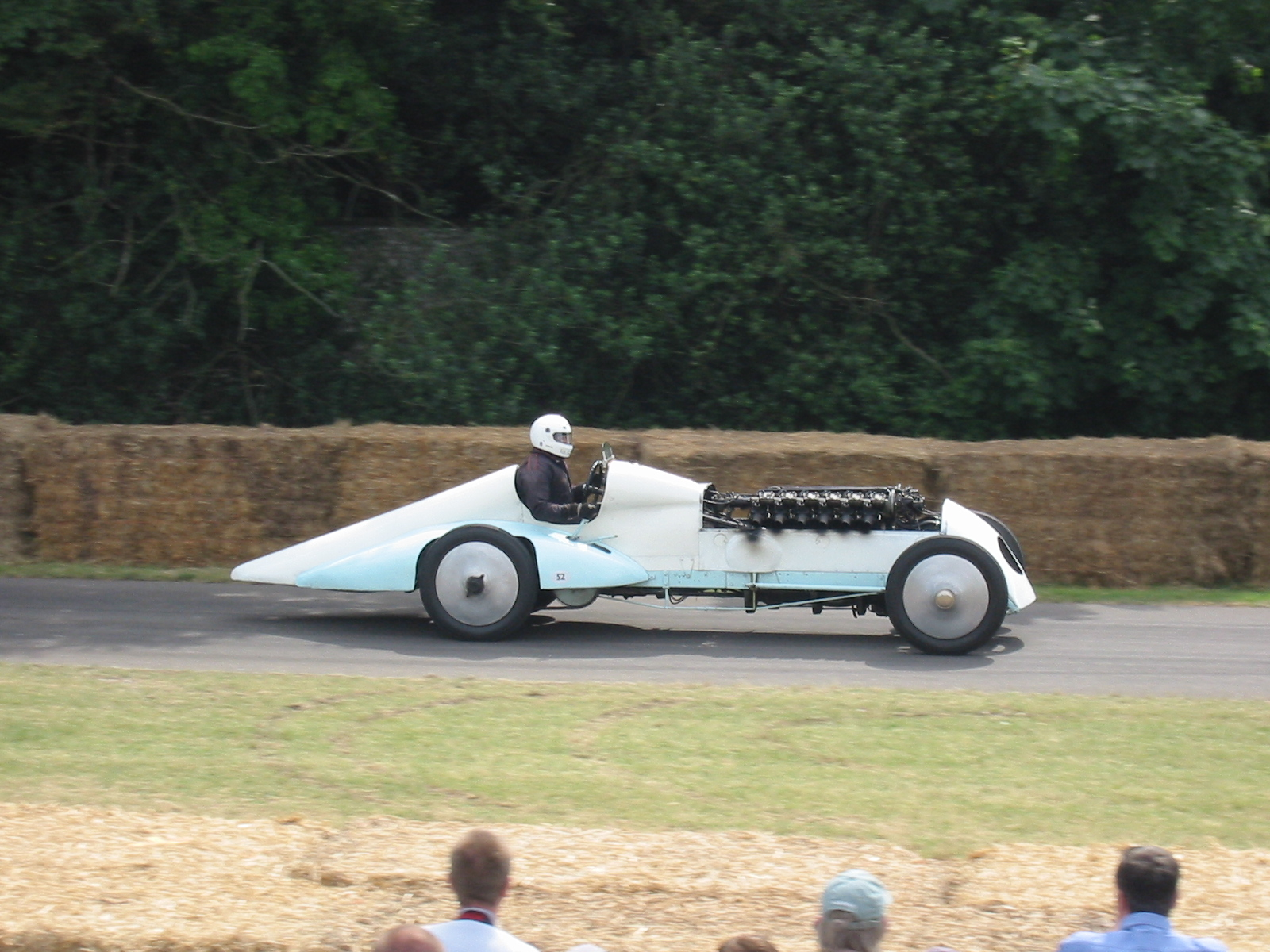
Der wiederaufgebaute Higham Special auf dem Goodwood Festival of Speed 2005

Der Higham Special basierte auf dem Blitzen-Benz, wurde aber mit einem 450-PS-Zwölfzylinder-V-Motor mit 27 Litern Hubraum von Liberty bestückt. Das Fahrzeug konnte bis zum Tod von Zborowski 1924 nicht komplett fertiggestellt werden und wurde später vom Rennfahrer und Chefingenieur von Leyland Motors, J. G. Parry-Thomas, erworben.
Parry-Thomas taufte das Fahrzeug „Babs“, nahm einige Änderungen und Modifikationen vor und stellte damit 1926 in Pendine Sands einen Landgeschwindigkeitsrekord von 273,6 km/h auf. Nachdem das Fahrzeug zerstört und später wieder aufgebaut wurde, wird es heute im Museum of Speed in Pendine ausgestellt.

## Trivia
Wegen der Lautstärke der Fahrzeuge wurde per gesetzlicher Regelung ein Anlassen der Motoren innerhalb der Stadtgrenzen von Canterbury untersagt.
Die Wagen sind Vorbild und Namensgeber für das Kinderbuch Chitty Chitty Bang Bang des englischen Schriftstellers Ian Fleming und Vorbild für die Wagen im britischen Musical-Fantasyfilm Tschitti Tschitti Bäng Bäng von Ken Hughes.